# Parque Santos Dumont
O Parque Santos Dumont é um logradouro localizado na região central da cidade brasileira de São José dos Campos. Trata-se de uma área verde e de lazer inaugurada em 23 de outubro de 1971 e ocupa uma área de 46 500,00 m2.

## Equipamentos
O parque conta com pista para caminhada e equipamentos de ginástica para prática de exercícios e corridas, quiosques, pista de skate e playground, bem como um jardim japonês e um lago de criação de peixes e aves.
Tal como seu próprio nome indica, o parque homenageia o aviador brasileiro Alberto Santos Dumont, abrigando exemplares aeronáuticos como a réplica do avião 14-bis, o protótipo do avião Bandeirante e maquetes de foguetes da família Sonda.